# Andrej Šiško
Andrej Šiško, slovenski inženir informatike, aktivist in politik, * 24. april 1969, Koper. 
Šiško je predsednik izvenparlamentarne stranke Gibanje Zedinjena Slovenija, bivši vodja mariborske nogometne navijaške skupine Viole, ustanovitelj domoljubnega društva Hervardi in vodja paravojaške skupine Štajerska varda. Leta 2008 je kandidiral na državnozborskih volitvah na listi Stranke slovenskega naroda, leta 2017 pa je kandidiral na slovenskih predsedniških volitvah.
Šiško je bil leta 2006 obsojen na zaporno kazen zaradi poskusa umora, leta 2019 pa zaradi ščuvanja k nasilni spremembi ustavne ureditve.

## Življenjepis
Rodil se je v Kopru, pri treh letih pa se je z družino preselil v Maribor, od koder izhajata njegova starša. Po končani osnovni šoli v Mariboru je šolanje nadaljeval na tamkajšnji Srednji šoli za gostinstvo in turizem. V dijaških letih je bil soustanovitelj organizacijo AKOS - Antikomunistično organizacija Slovenije, ki je zaradi teženj po osamosvojitvi Slovenije od SFRJ in demokraciji veljala za protidržavno in ilegalno. Vojaški rok je služil v Đakovici (danes Kosovo), kjer se je sprl s slovenskim poročnikom Zdravkom Vintarjem, da bi moral biti po ustavi SFRJ tudi slovenski jezik opravilni jezik v vojski. Zaradi spora je bil kaznovan z mesecem zapora.  Kasneje je ustanovil ali soustanovil še dve skupini s težnjo po osamosvojitivi, in sicer Fronto za samostojno Slovenijo (FSS) ter Gibanje za odcepitev Slovenije – SAMO. Leta 1991 je bil tudi med organizatorji t. i. Slovenske garde, ki je na prostovoljni bazi sodelovala z obveščevalno službo Teritorialne obrambe Republike Slovenije.
Leta 1992 je bil pridržan zaradi poskusa umora Milana Klementa z bombo v avtomobilu. Pri tem naj bi mu pomagal tudi Matjaž Jerič, predsednik Slovenske nacionalne stranke Zmago Jelinčič Plemeniti, pa naj bi jima priskrbel 2.200g eksploziva TNT in amonijevega nitrata, prazno jeklenko in šest detonatorjev. Sodni proces je epilog dočakal leta 2008, ko je bil Andrej Šiško obsojen na leto in deset mesecev zaporne kazni, ki jo je prestajal v Rogozi. Po razpisani tiralici so Šiška prijeli med predvolilnim soočenjem, ko je na televiziji Net TV zastopal Stranko slovenskega naroda.
V zaporu je vodil iniciativo za referendum o vstopu Republike Hrvaške v NATO, zaradi česar ga je s prošnjo po prenehanju v Mariboru obiskal takratni predsednik vlade Borut Pahor. Šiško je ustanovitelj društva Hervardi ter Zveze domoljubnih društev Hervardi, kateri tudi predseduje.

### Športno udejstvovanje
Leta 1998 je bil med ustanovitelji Ženskega nogometnega kluba Maribor ter njegov prvi predsednik ter eno leto trener. Aktiven je bil tudi v navijaški skupini Viole, Nogometnega kluba Maribor, nekaj časa tudi kot vodja in predstavnik za stike z javnostmi. Leta 2004 je postal član upravnega odbora kluba.

### Gibanje Zedinjena Slovenija
Leta 2014 je bil med ustanovitelji stranke Gibanje Zedinjena Slovenija.

### Predsedniške volitve 2017
Leta je 2017 je napovedal kandidaturo na predsedniških volitvah 2017. Izmed devetih kandidatov je dosegel 5. mesto oz. 16.636 glasov (2,21 %).

### Dežela Štajerska, Štajerska varda in obsodba
Andrej Šiško je 24. junija leta 2017 bil med ustanovitelji t.i. Dežele Štajerske. Ob ustanovitvi je bil tudi izvoljen za "vojvodo" Dežele Štajerske in istočasno je postal poveljnik paravojaške enote Štajerska varda. Pravosodni organi sicer ne priznavajo obstoja ne dežele Štajerske ne paravojaške enote Štajerska varda.
Marca 2019 je bil Šiško obsojen na 8 mesecev zaporne kazni zaradi poskusa rušenja ustavne ureditve v okviru sodnega procesa zaradi protizakonitega postroja paravojaške enote Štajerska varda septembra 2018. Sodba je postala pravnomočna oktobra 2019. Šiško je sicer odslužil večino kazni v mesecih pred sojenjem, ko ga je tožilstvo pridržalo v priporu zaradi strahu pred ponovitvijo dejanja ter možnosti pobega. Januarja 2020 je bil Šiško prisilno priveden nazaj v zapor v Mariboru. Šiško se bo moral v prihodnosti braniti tudi pred očitki razžalitve uradne osebe.

## Zasebno
Živi v Mariboru in je oče štirih otrok iz dveh zakonov: Urbana, Kaline, Zale ter Vida. Njegova izvenzakonska partnerica je Monika Žunkovič.
Siško je ljubiteljski raziskovalec slovenske zgodovine in urednik, avtor in soavtor 13 knjig, med drugim: Anton Vramec in Slovenci, Resnice je zmaga, Zbornik Mir, svoboda, zmaga,...
Je ljubiteljski raziskovalec slovenske zgodovine ter ljubitelj nogometa in airsofta.